# Lac Roquet
Pour les articles homonymes, voir Roquet (homonymie).
Le lac Roquet, anciennement nommé le lac Raquette, est un lac d'eau douce situé dans la municipalité de Namur, administré par la municipalité régionale de comté de Papineau, dans la région administrative de l'Outaouais, au Québec, au Canada.

## Géographie
Ce lac est d'une superficie d'environ 3,74 ha et est une extension de la Petite rivière Rouge.

## Toponymie
Le toponyme « Lac Roqurt » a été officialisé le 19 octobre 1990 à la Commission de toponymie du Québec, en référence à Hector Roquet, qui possédait le lot 29 du deuxième rang, comprenant 100 acres où le lac est situé. En effet, il avait reçu les lettres patentes de ce lot le 10 novembre 1883.